# الجزب (الرجم)

تعديل مصدري - تعديل

الجزب هي إحدى قرى عزلة بني البدي بمديرية الرجم التابعة لمحافظة المحويت، بلغ تعداد سكانها 372 نسمة حسب تعداد اليمن لعام 2004.